# Ufficio del Primo Ministro (Albania)
L'Ufficio del Primo Ministro (in albanese Kryeministria, pronuncia [kɾyɛministɾia]) è la residenza ufficiale del Primo Ministro albanese. È un'agenzia esecutiva di livello ministeriale nel governo albanese, che gestisce i ministeri e altre questioni politiche che sono di grande importanza per la nazione, come la lotta alla corruzione e il giusto svolgimento democratico delle elezioni.
Comprende anche il personale immediato del Primo Ministro dell'Albania, nonché diversi livelli di personale di supporto che riferiscono al Primo Ministro.

## Storia
L'edificio è stato costruito nel 1941 e si trova nel Boulevard Dëshmorët e Kombit della capitale Tirana e funge anche come residenza ufficiale del Primo Ministro dell'Albania.

## Galleria d’immagini

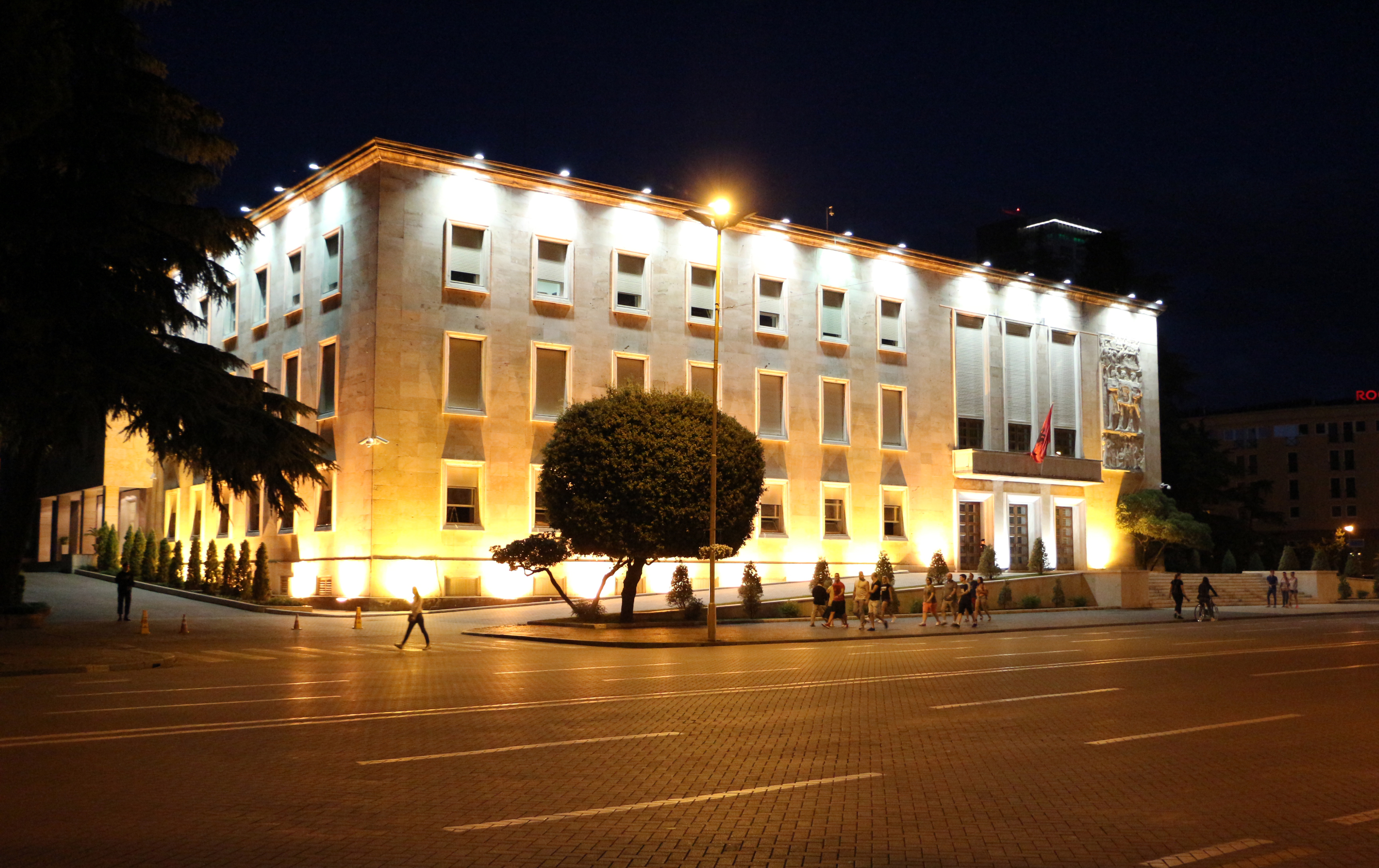
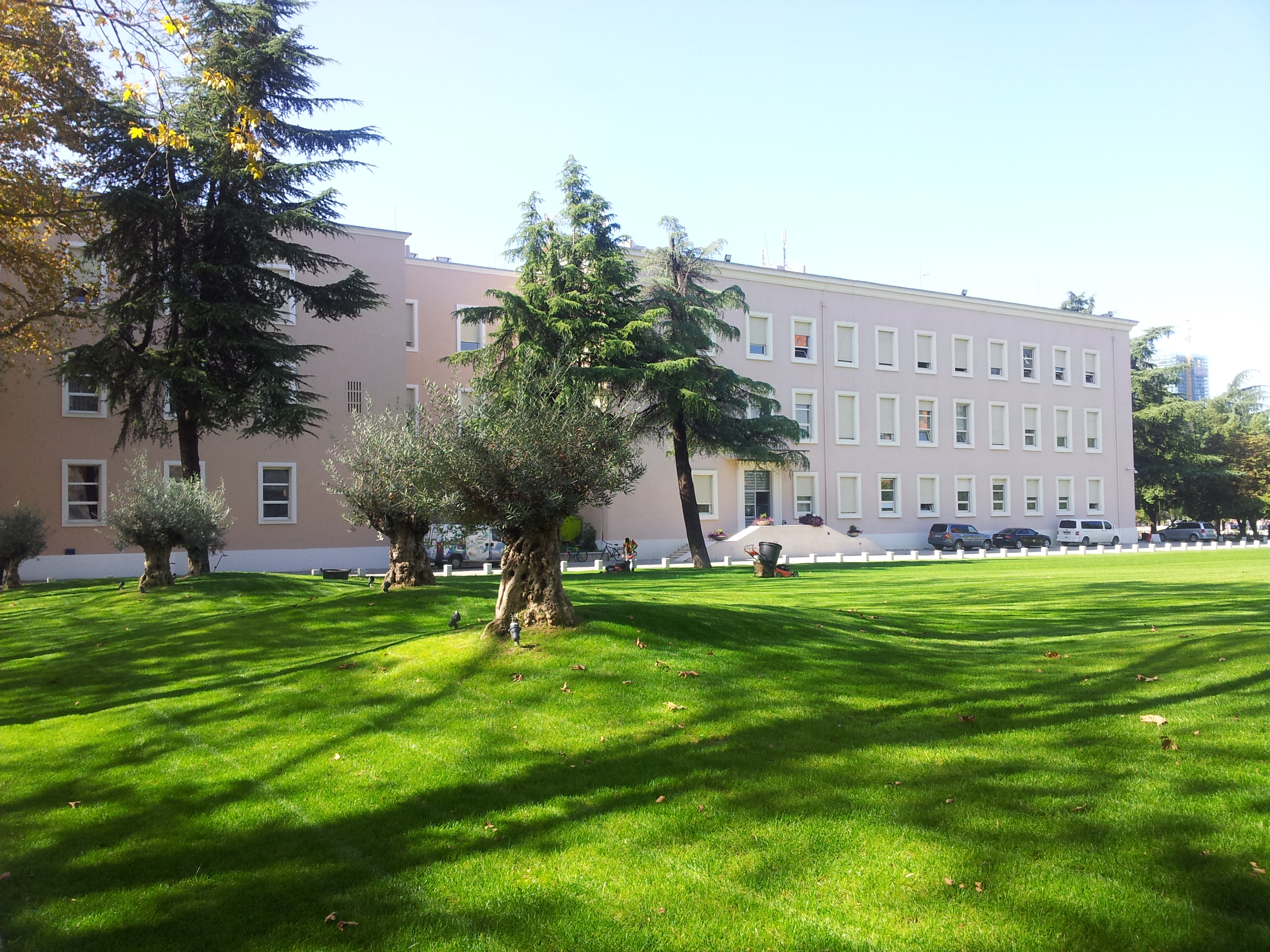
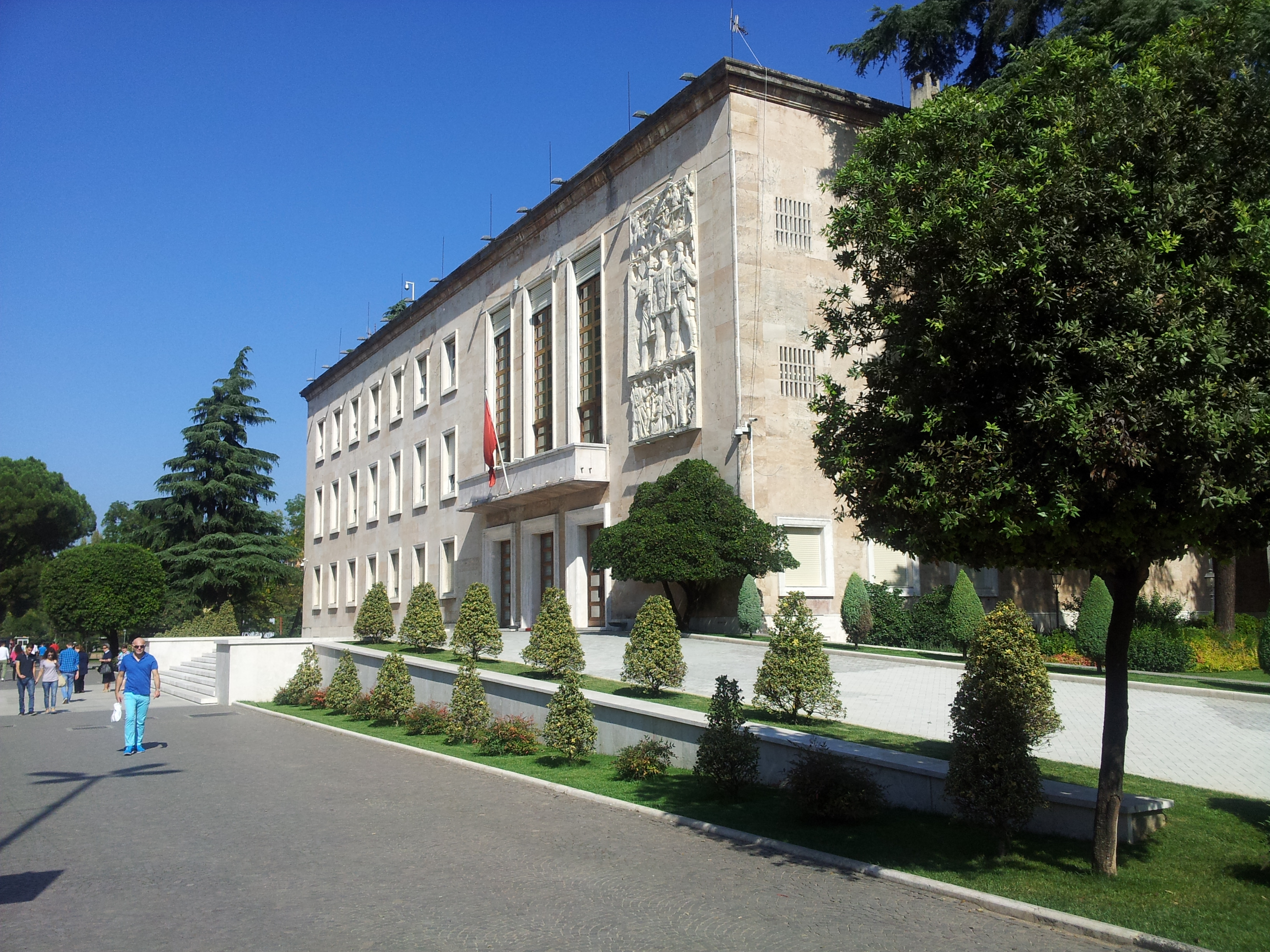